# 나가시마 스파 랜드

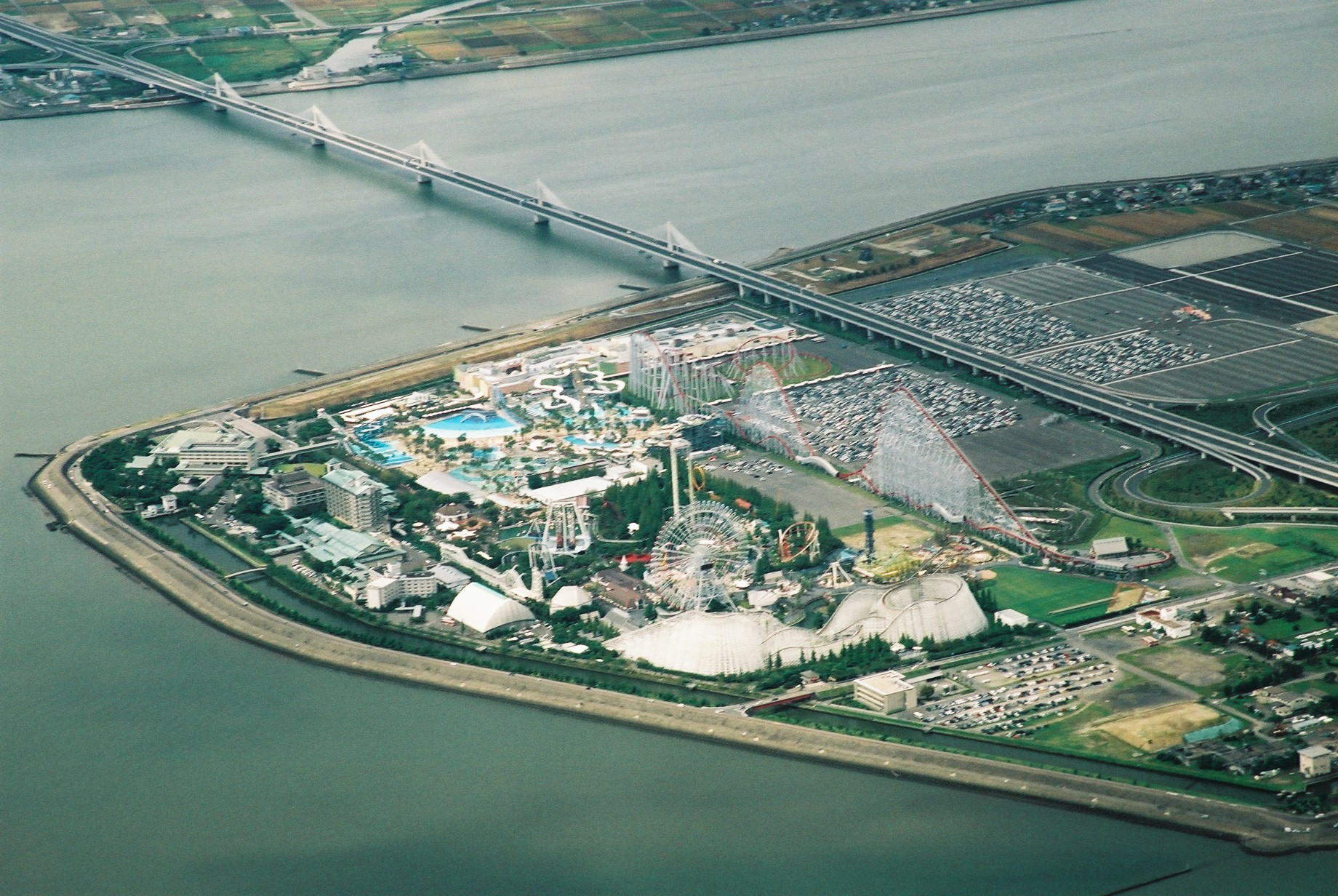
나가시마 스파 랜드

나가시마 스파 랜드(일본어: ナガシマスパーランド 나가시마스파란도[*], 영어: Nagashima Spa Land)는 미에현 구와나시 나가시마 정 우라야스의 나가시마 관광개발이 운영하는 유원지이다. 1966년 3월에 오픈 했다.

## 개요
롤러코스터의 약 10개에 달해, 구마모토 현의 그린랜드와 함께 일본에서 가장 많다. 따라서 도카이 지방은 물론 간사이 지방을 비롯한 다른 지역에서의 관광객이 많다. 그 밖에도 야외 수영장 "점보 해수 풀" 등이 있다.
2011년 Themed Entertainment Association 발표 자료에 따르면, 연간 이용자 수 5,820,000명. 이것은 전 세계 테마파크 별 연간 이용자 수 16 위로, 일본 내에 한정하면, 도쿄 디즈니 랜드, 도쿄 디즈니 씨, 유니버설 스튜디오 재팬에 이어 관광객이 많다.